# استفانیا اسپامپیناتو
استفانیا اسپامپیناتو (ایتالیایی: Stefania Spampinato؛ ۱۷ ژوئیه ۱۹۸۲) بازیگر سینما و تلویزیون اهل ایتالیا است. وی بیشتر بابت ایفای نقش «کارینا دی لوکا» در مجموعهٔ تلویزیونی آناتومی گری شناخته می‌شود.
از فیلم‌ها یا سریال‌های تلویزیونی که وی در آن‌ها نقش داشته‌است، می‌توان به خوب، بد و مرده، فورد در برابر فراری، گلی و آناتومی گری اشاره نمود.